# Liste des sites mégalithiques en Écosse
Cet article recense les sites mégalithiques en Écosse.

## Liste
- Aberdeen
- Aberdeenshire
- Angus
- Argyll and Bute
- Clackmannanshire
- Dumfries and Galloway
- Dundee
- East Ayrshire
- East Dunbartonshire
- East Lothian
- East Renfrewshire
- Édimbourg
- Falkirk
- Fife
- Glasgow
- Hébrides extérieures
- Highland
- Inverclyde
- Midlothian
- Moray
- North Ayrshire
- North Lanarkshire
- Orcades
- Perth and Kinross
- Renfrewshire
- Scottish Borders
- Shetland
- South Ayrshire
- South Lanarkshire
- Stirling
- West Dunbartonshire
- West Lothian